# Museo della civiltà contadina (Ateleta)
Il museo della civiltà contadina è un museo che racconta la storia di Ateleta e che custodisce oggetti e ambienti della civiltà contadina.
Una prima sezione è dedicata alla storia di Ateleta, le cui origini risalgono al XII secolo, testimoniate da reperti dei primi insediamenti sulle montagne. Alcuni libri, foto e riproduzioni di antichi documenti ripercorrono gli eventi principali: tra questi, la fondazione nel 1811 con atto del Re di Napoli Gioacchino Murat e la distruzione del centro abitato nel novembre del 1943 ad opera delle truppe tedesche, con la morte di circa 120 persone durante la seconda guerra mondiale.
Gli oggetti della vita contadina sono stati donati dalle persone del paese e sono esposti in un percorso di sei sale: i mezzi di trasporto, i lavori della terra e l’allevamento degli animali, i diversi mestieri artigiani, gli ambienti della cucina e quelli della camera da letto.
Il Museo è stato creato, a partire dal 1984 e con anni di ricerche nelle contrade del paese, dal prof. Francesco Le Donne con gli obiettivi di recuperare oggetti e strumenti di uso quotidiano, ma ormai in disuso, e di conservarli per tramandare alle generazioni future la memoria e i valori di una civiltà contadina scomparsa.
Il Museo è stato inizialmente ospitato negli ambienti del Municipio in piazza Carolina. Con provvedimento della Regione Abruzzo n. 6511 del 6 dicembre 1992 il Museo è stato riconosciuto ufficialmente ai sensi della Legge 44/1992 in materia di musei di enti locali o di interesse locale.
Nel marzo del 2006 il Museo è stato dedicato alla memoria del prof. Francesco Le Donne. Nel 2011, in occasione delle celebrazioni per il secondo centenario della fondazione del paese, il Museo è stato trasferito nel parco Comunale in una nuova sede che si caratterizza per un percorso e spazi espositivi dal disegno contemporaneo ed essenziale. Di fronte all’ingresso del Museo, un dipinto murale realizzato nel 2018 completa il racconto della storia del paese.
Il Museo è regolarmente aperto nel periodo estivo. Può essere agevolmente visitato negli altri giorni contattando il Comune. L’ingresso è gratuito.